# Catfish Geyser
Catfish Geyser est un geyser de type « cône » situé dans le Upper Geyser Basin dans le parc national de Yellowstone aux États-Unis. Il fait partie du groupe de geysers Giant Group avec Giant Geyser, Bijou Geyser et Mastiff Geyser.
Catfish fait souvent des éruptions de courte durée jusqu'à environ 3 mètres. Lors de certaines éruptions de Mastiff Geyser, Catfish accompagne Mastiff et Giant Geyser en entrant en éruption pendant 5 minutes dont l'eau peut atteindre 23 mètres.